# NGC 7137
NGC 7137 (другие обозначения — PGC 67379, UGC 11815, MCG 4-51-5, ZWG 472.8) — спиральная галактика с перемычкой (SBc). Находится на расстоянии около 83 млн световых лет в созвездии Пегаса.
Этот объект входит в число перечисленных в оригинальной редакции «Нового общего каталога».
NGC 7137 относится к так называемым «галактикам с вереницами» (длинными прямолинейными изолированными отрезками спиральных рукавов), которые выделил Б. А. Воронцов-Вельяминов. «Вереницы» здесь чрезвычайно чёткие и резко очерченные.